# Ветерани Іноземних Війн (фільм)
Ветерани Іноземних Війн (англ. VFW) - американський горрор 2019 року режисера Джо Бегоса. У головних ролях Стівен Ленг, Вільям Седлер, Мартін Коув та Фред Вільямсон .     Прем'єра фільму відбулась на Fantastic Fest 2019 в Остіні, штат Техас.  Після цього відбулась широка прем'єра у кінотеатрах, VOD та Digital HD 14 лютого 2020 року. 

## Сюжет
Три літніх ветеранів війни Фред Паррас, Уолтер Рід та Ейб Хокінс з друзями збираються в місцевому барі, куди незабаром вбігає дівчина-підліток з сумкою вкрадених наркотиків, та шукає притулку. Головні герої опиняються єдиними, хто готові стати на її захист та виступити проти банди хуліганів та злочинців...

## У ролях
- Стівен Ленг - Фред Паррас
- Вільям Седлер - Уолтер Рід
- Мартін Коув - Лу Клейтон
- Девід Патрік Келлі - Даг Маккарті
- Сьєрра Маккормік - Ящірка
- Том Вільямсон - Шон Мейсон
- Дора Медісон - Гуттер
- Джордж Вендт - Томас Забріскі
- Фред Вільямсон - Ейб Хокінс

## Прийом
Фільм має 81% рейтингу на Rotten Tomatoes, ґрунтуючись на 52 оглядах із середньою оцінкою 6,85 / 10. 

## Зовнішні посилання
- Ветерани Іноземних Війн на сайті IMDb (англ.)
- VFW на сайті Rotten Tomatoes (англ.)